# Kim Bo-Kyung
Kim Bo-Kyung (Hangul: 김보경), född den 6 oktober 1989 i Seoul, Sydkorea, är en sydkoreansk fotbollsspelare som spelar för J1 League-laget Jeonbuk Hyundai Motors. Han spelar också för Sydkoreas landslag. 
Han har tidigare spelat i Cerezo Osaka, Oita Trinita, Cardiff City och i Wigan Athletic.
Han var med och tog OS-brons i herrfotbollsturneringen vid de olympiska fotbollsturneringarna 2012 i London. 